# Шапран, Кристина Вячеславовна
Кристина Вячеславовна Шапран (род. 16 мая 1991, Ленинград, СССР) — российская артистка балета, солистка Мариинского театра, прима-балерина Михайловского театра (2014), лауреат Гран-при Михайловского театра (2009).

## Биография
Родилась 16 мая 1991 года в Ленинграде. Отец — геолог, член союза писателей (псевдоним Вячеслав Тухтунский), а мать работала бухгалтером. С детства мечтала попасть в Мариинский театр, а спектакль, который произвёл на неё впечатление был «Баядерка».
В 2011 году Шапран окончила Академию русского балета им. А. Я. Вагановой.
2011— 2014 — солистка Театра имени Станиславского и Немировича-Данченко. Там в ее репертуар вошли ведущие партии в балетах «Щелкунчик» (Маша-принцесса), «Баядерка» (Никия) в редакции Наталии Макаровой, «Жизель» (Жизель), «Дон Кихот» (Повелительница дриад), «Сильфида» (Сильфида) в постановке Пьера Лакотта и «Коппелия» (Сванильда) в хореографии Ролана Пети. В 2012 году Кристина стала участницей танцевального конкурсного проекта канала «Россия К» — «Большой балет». В рамках шоу она выступала в паре с Сергеем Полуниным и удостоилась приза зрительских симпатий.
С января по июнь 2014 года – балерина Михайловского театра, на сцене которого исполнила главные партии в балетах «Жизель» (Жизель), «Баядерка» (Никия) в редакции Наталии Макаровой, «Корсар» (Медора), «Многогранность. Формы тишины и пустоты» Начо Дуато.
Я очень рад, что Кристина вливается в нашу труппу. 
Я хорошо знаю широкий диапазон ее возможностей, которые позволят ей успешно танцевать и классику, и модерн.
Ее талант вызывает у меня прилив вдохновения».Михаил Мессерер, главный балетмейстер Михайловского театра
Несмотря на то что, Шапран хотели взять после Академии в сразу в Мариинский театр, она решила уехать в Москву и набраться там опыта, и только потом попробовать себя в театре мечты. Уже с июля 2014 года Шапран стала выступать на сцене Мариинского театра.
В 2015 году исполнила партию Никии в балете «Баядерка» в постановке Рудольфа Нуреева в Парижской опере.

## Семья
Муж — Тимур Аскеров, заслуженный артист Азербайджана, артист балета. Первым их совместным балетом был «Ромео и Джульетта»